# David Contreras
David Eliécer Contreras Suárez (Sincelejo, Sucre, Colombia,  7 de febrero de 1994) es un futbolista colombiano. Juega de centrocampista

## Trayectoria

### Sucre Fútbol Club
David Contreras debutó profesionalmente en el extinto club de Sincelejo Sucre Fútbol Club en el año 2012 en un partido de la Copa Colombia.

## Clubes
| Club                | País     | Año         | Partidos | Goles |
| ------------------- | -------- | ----------- | -------- | ----- |
| Sucre F. C.         | Colombia | 2012        | 5        | 0     |
| Jaguares de Córdoba | Colombia | 2013 - 2018 | 108      | 0     |
| Rionegro Águilas    | Colombia | 2019 - 2021 | 21       | 0     |

## Palmarés

### Campeonatos nacionales
| Título    | Club                | País     | Año  |
| --------- | ------------------- | -------- | ---- |
| Primera B | Jaguares de Córdoba | Colombia | 2014 |